# 起司蟎

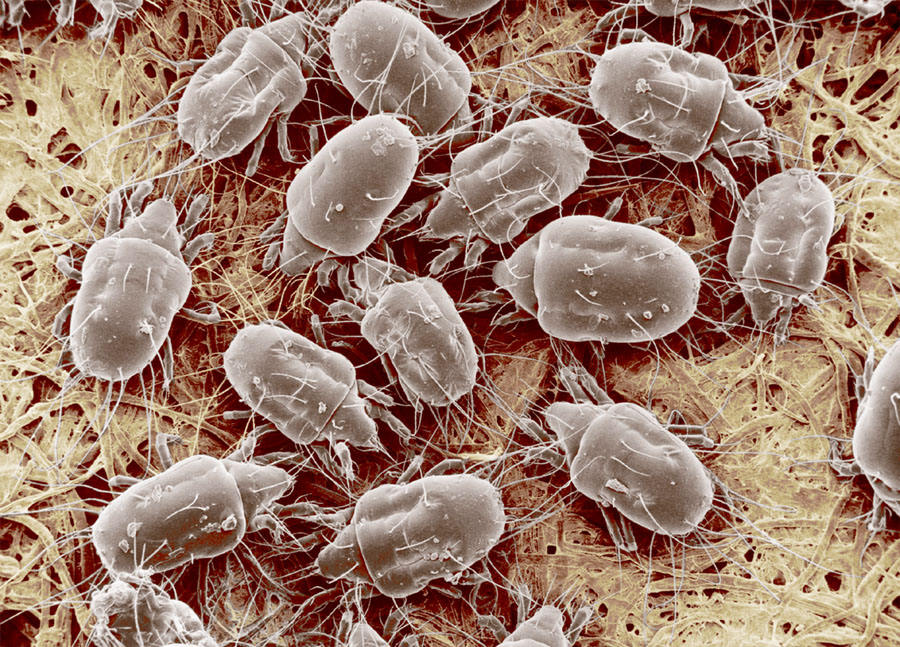
起司上的腐食酪螨

起司蟎（Cheese mite）泛指可用於製作起司的蟎，包括酪蟎屬的腐食酪螨與干向酪螨、粉蟎屬的粗腳粉蟎與小粗脚粉螨（Acarus farris）等。
起司熟成過程中表面常有蟎蟲生長，除了以起司為食，部分種類還會食用起司表面真菌的菌絲體，但可能可協助真菌散播孢子，並在食用起司時增加其表面積而有利於真菌生長。蟎蟲在起司上生長繁殖，產生蟲體、糞便、蛻與卵等，造成起司產業的經濟損失，並可能影響食用者的健康，一般會被當成害蟲清除，但蟎蟲奶酪、康塔爾芝士和米莫萊特芝士等起司製作過程中均會特別加入蟎蟲以改變其質地與風味。2010年有研究以掃描電子顯微鏡分析起司表面的蟎蟲種類，發現蟎蟲奶酪的表面為干向酪螨，米莫萊特起司的表面則為粗腳粉蟎。
起司蟎可能對人體健康帶來負面影響，可能引發過敏反應，長期製作奶酪者可能因吸入大量蟎類而產生「奶酪師傅肺病」，消費者則因吸入量有限，一般不被影響。

## 圖集

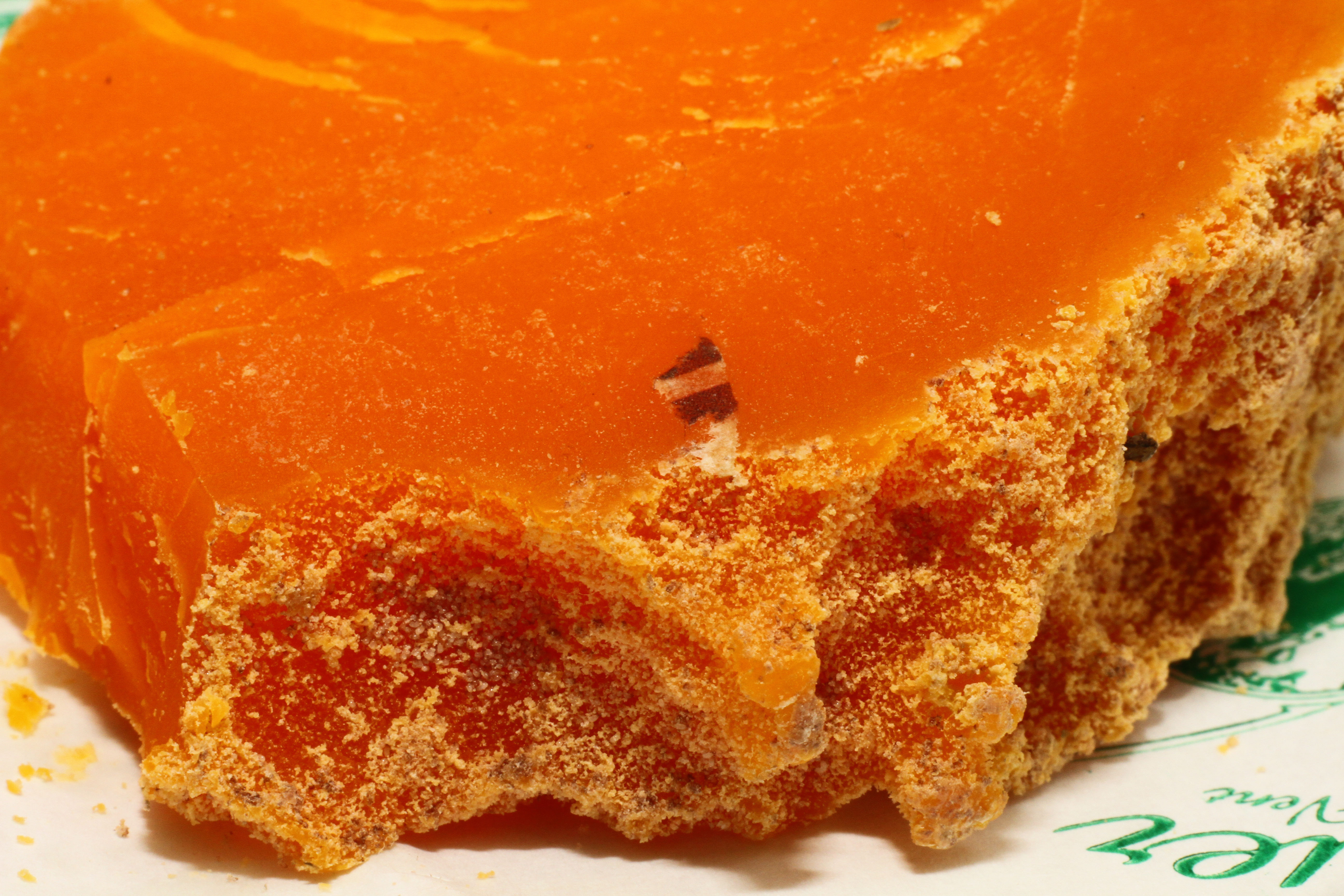
粗腳粉蟎在米莫萊特芝士上生長
- 蟎蟲生長造成米莫萊特芝士的質地改變